# Malpertuis
Malpertuis je hororový román z roku 1943, jediný román belgického autora Jeana Raye (vlastním jménem Raymundus Joannes De Kremer) označovaného „belgický Poe“. Vypráví příběh obyvatel titulního tajemného domu (výraz Malpertuis značí „doupě zlovolného“), v němž pološílený vědec uvěznil v lidské podobě božstva starého Řecka. V roce 1971 se román dočkal zfilmování v hlavní roli s Orsonem Wellesem.